# Alexander Komnenos
Alexander Megas Komnenos (mittelgriechisch Ἀλέξανδρος Μέγας Κομνηνός, auch Skantarios Komnenos; * um 1406; † vor 22. Mai 1460 in Trapezunt) war ein Prinz und Mitkaiser im Kaiserreich Trapezunt.

## Leben
Alexander war der zweite Sohn von Kaiser Alexios IV. und Theodora Kantakuzene. Während der Herrschaft seines Vaters scheiterte sein älterer Bruder Johannes IV. 1426 mit einem Putschversuch und musste nach Georgien fliehen; Alexios IV. erhob Alexander daraufhin zum Mitkaiser. 1429 kehrte Johannes IV. nach Trapezunt zurück und riss die Macht im Reich an sich. Alexios IV. wurde von Anhängern des Johannes ermordet und Alexander aus Trapezunt verbannt. Er ging ins Exil nach Konstantinopel, wo er mit seiner Schwester, der Kaiserin Maria, angeblich inzestuösen Umgang hatte.
In Konstantinopel traf Alexander im November 1437 mit dem kastilischen Reiseberichterstatter Pero Tafur zusammen, der anschließend nach Trapezunt zu Kaiser Johannes IV. weiterreiste. Auf seiner Rückreise nach Westen suchte Tafur Alexander 1438 in Mytilene auf Lesbos auf, wo dieser inzwischen Maria Gattilusio, die Tochter des genuesischen Inselherren Dorino I. Gattilusio, geheiratet hatte. Alexander war gerade im Begriff, eine Flottenexpedition gegen seinen Bruder vorzubereiten, doch riet ihm Tafur davon ab, da Johannes IV. eine neue Allianz mit „den Türken“ eingegangen war und eine Muslimin geheiratet hatte.
Dass Alexander beabsichtigte, seinen Bruder zu stürzen, wird auch durch andere Quellen bestätigt. Die Republik Genua sah durch den drohenden Bürgerkrieg ihre Handelsinteressen in Trapezunt gefährdet. In den genuesischen Archiven ist die Kopie eines Briefes erhalten, in dem Dorino Gattilusio aufgefordert wird, unter allen Umständen Frieden zwischen den beiden Rivalen zu stiften und Alexander eine Pension mit voller Residenzfreiheit zu gewähren.
Die Beziehungen der Genuesen zu Johannes IV. verschlechterten sich in den folgenden Jahren erheblich und erreichten einen Tiefpunkt, als sein (und Alexanders) jüngerer Bruder David 1447 Kaffa auf der Krim  überfiel. Genua bot Alexander 1451 Unterstützung im Kampf um den Thron an, doch scheint er sich mit seinem Bruder versöhnt zu haben, da er seit etwa 1453 mit seiner Familie in Trapezunt lebte. Möglicherweise wurde Alexander von Johannes zum Mitregenten und dessen 1454 geborener Sohn Alexios zum Thronerben gemacht, weil der Kaiser dem jüngsten Bruder David misstraute.
Alexander starb vor dem Tod seines Bruders Johannes IV. Seine wegen ihrer Schönheit gerühmte Witwe Maria wurde dem Bericht des Laonikos Chalkokondyles zufolge bei der Eroberung Trapezunts 1461 durch die Osmanen gefangen genommen und landete im Harem von Sultan Mehmed II. Sein Sohn Alexios wurde 1463 in Konstantinopel von den Osmanen hingerichtet.